# Scaphiopus couchii
El Scaphiopus couchii es una especie de anfibio anuro que habita en Norteamérica.

## Distribución geográfica
Se encuentra distribuido por el suroeste de los Estados Unidos; sureste de Colorado y Oklahoma central, norte de México y la Península de Baja California. Puede encontrarse en el Desierto de Sonora, el cual se sitúa al sur de Arizona y California.

## Descripción
El tamaño medio (cabeza y cuerpo) de un adulto es de 57-89 mm.
Tiene una especie de espolón (espuela) en cada una de sus patas posteriores que utiliza para excavar.

## Etimología
El nombre científico couchii es un homenaje al naturalista Darius Nash Couch que lo descubrió durante una expedición al norte de México.